# Wistedt
Wistedt là một đô thị thuộc huyện Harburg, trong bang Niedersachsen, Đức. Đô thị này có diện tích 18,49 killômét vuông.